# 클라우스 바그너
클라우스 바그너(독일어: Klaus Wagner, 1910년 3월 31일 – 2000년 2월 6일)는 독일의 수학자로, 그래프 이론에 기여한 것으로 알려져 있다.

## 학력 및 경력
쾰른 대학교에서 위상수학을 공부했으며, 이사이 슈어의 제자였던 Karl Dörge의 지도를 받았다. 1937년 조르당 곡선 정리와 4색 정리에 관한 논문으로 박사 학위를 받았고, 쾰른에서 오랫동안 가르쳤다. 1970년에는 뒤스부르크 대학교로 옮겨 1978년 은퇴할 때까지 그곳에 머물렀다.

## 그래프 마이너

K_{5}-자유 그래프에 대한 바그너의 특성에서 나타나는 8개 꼭짓점의 뫼비우스 사다리인 바그너 그래프.

그래프 이론, 특히 그래프 마이너 이론에 기여한 것으로 알려져 있는데, 그래프 마이너는 더 큰 그래프에서 변을 수축하거나 제거하여 형성될 수 있는 그래프이다.
바그너의 정리는 평면 그래프를 5개 꼭짓점의 완전 그래프 K5 또는 이분할의 각 측면에 3개 꼭짓점을 가진 완전 이분 그래프 K3,3를 마이너로 가지지 않는 그래프로 정확히 특성화한다. 즉, 이 두 그래프는 유일한 마이너-최소 비평면 그래프이다. 이는 평면 그래프가 K5 또는 K3,3의 세분화를 부분 그래프로 포함하지 않는 그래프라고 명시하는 쿠라토프스키의 정리와 밀접하게 관련되어 있지만 구별되어야 한다.
또한 4-연결 그래프는 K5 마이너가 없는 경우에만 평면 그래프라는 것이다. 이는 K5 마이너가 없는 그래프가 평면 그래프와 바그너 그래프(8개 꼭짓점의 뫼비우스 사다리)를 클리크 합으로 구성하여 만들어진다는 특성을 의미한다. 클리크 합은 최대 3개 꼭짓점의 클리크에서 부분 그래프를 붙인 다음 해당 클리크에서 변을 제거할 수도 있는 연산이다. 이 특성은 바그너가 Kk-마이너-자유 그래프의 색상수에 대한 하드위거 추측의 k = 5 사례가 4색 정리와 동일함을 보여주는 데 사용되었다. 클리크 합 분해의 합계 항을 통해 다른 그래프 계열을 특성화하는 유사한 방법은 그래프 마이너 이론에서 표준이 되었다.
1930년대에 (비록 이 추측은 나중에 발표되었지만) 무한한 그래프 집합에서 하나의 그래프가 다른 그래프의 마이너와 동형이라는 추측을 내놓았다. 이 추측이 참이라는 것은 마이너를 취하는 연산에 대해 닫힌 모든 그래프 계열(평면 그래프와 같이)이 바그너의 평면 그래프 특성화 정리와 유사하게 유한한 수의 금지된 마이너로 자동적으로 특성화될 수 있음을 의미한다. 닐 로버트슨과 폴 시모어는 2004년에 마침내 바그너의 추측에 대한 증명을 발표했으며, 이는 현재 로버트슨-시모어 정리로 알려져 있다.

## 표창
1990년 그래프 이론에 대한 회갑 기념 논문집으로 영예를 얻었으며, 2000년 6월, 바그너의 사망 후 쾰른 대학교는 그를 기리기 위해 기념 콜로퀴움을 개최했다.

## 선택된 출판물
- Wagner, K. (1937), “Über eine Eigenschaft der ebenen Komplexe”, 《Mathematische Annalen》 114: 570–590, doi:10.1007/BF01594196, S2CID 123534907, 2015년 3월 15일에 원본 문서에서 보존된 문서.